# Madinat ash Shamal
Madinat ash Shamal (arabiska: الشمال) är en stad och en kommun i norra Qatar. Staden ligger på den nordligaste spetsen på Qatarhalvön. Staden är huvudort för provinsen Ash Shamal.

## Historia
Staden grundades på 200-talet av nybyggare från Kreta.

## Sport
Staden är en av sju städer i Qatar som kommer att stå som värd för världsmästerskapet i fotboll 2022, ifotbollsarena, Al-Shamal Stadium Den tar 45 000 åskådare.